# تنگ گچی سفلی
تنگ گچی سفلی، روستایی از توابع بخش خشت و کمارج شهرستان کازرون در استان فارس ایران است.

## جمعیت
این روستا در دهستان خشت قرار دارد و براساس سرشماری مرکز آمار ایران در سال ۱۳۸۵، جمعیت آن زیر سه خانوار بوده‌است.